# Cyrestis nais
Cyrestis nais är en fjärilsart som beskrevs av Wallace 1869. Cyrestis nais ingår i släktet Cyrestis och familjen praktfjärilar. Inga underarter finns listade i Catalogue of Life.